# 失信选举人

各州選舉人失信處置一覽（As of 7 July 2020）
投票無效及罰款
投票無效
投票有效及罰款
投票有效
無立法約束

失信选举人，又译作不忠选举人（英語：faithless elector），指美国选举人团中没有将票投给自己宣誓支持的兩黨籍正副总统候选人的选举人。此外，失信选举人与未承诺选举人并不相同。

## 产生原因
美国总统选举并非直接選舉，而是經間接選舉选出的特殊选举制度（美國雖為總統制，但根據薩托利對總統制定義，總統由人民直接選舉，並且有固定任期，非經彈劾與罷免不得使其去職）。美国宪法规定，各州参众兩院指定、或规定一种方式产生一定数量（与本州参众议员总数相同）的选举人组成选举人团（在美国宪法第二十三修正案通过后，哥伦比亚特区也可指派三名选举人），再由选举人团投票选出正副总统。在美国历史早期，大部分州都由州议会直接指派选举人，因此美国总统选举是间接选举制度。从19世纪开始，越来越多的州通过普选结果来决定本州选举人名单。如今，所有州和哥伦比亚特区都采用了这种制度。
一个典型的选举程序如下：
- 各党派推出自己的正副总统候选人，在各州注册。
- 各党派在各州推出自己的选举人，通常都会选择那些长期为本党服务的忠诚党员，另外現任州長、中央地方的參眾議員以及有前科紀錄的更生人都不得推舉為選舉人。
- 在總統大选日於各州进行普选，确定各州获胜的總統候選人。
- 各州获胜的總統候選人所屬之党派所推出的选举人成为该州选举人团（一般來說是贏者全拿，内布拉斯加和缅因两州稍有不同）。
- 各州选举人在各州首府集会投票选举总统和副总统。

各州通常都会要求选举人宣誓，保证将票投给他所在党派推出的候选人（也就是在本州普选中获胜的候选人），绝大多数选举人也会这样做。在少数情况下，选举人因为个人感情或者粗心等其他原因没有这样做，就成为失信选举人。

## 各州采取的措施
为了避免出现失信选举人，各州通常都立法约束选举人的行为，常见的规定例如：
- 选举人在投票前必须正式宣誓将票投给在本州获胜的总统副总统候选人，否则将被撤换。
- 投票以记名方式进行。
- 选举人如违规投票，所投选票无效。
- 失信选举人将受罚款等处罚。

## 聯邦最高法院判決
1952年4月3日，在Ray v. Blair一案中出席7人以5票對2票裁定：按照宪法，选举人是在代表各州行使权利，因此各州有权约束选举人的行为，也有权撤换拒绝宣誓的选举人。
2020年7月6日﹐在Chiafalo v. Washington一案中，全體以9票對0票一致裁定各州應設法使其選舉人投票選舉總統時，必須完全遵守州民的投票結果，不能憑個人意願投票。

## 历史上的失信选举人
美国历史上总共出现158位失信选举人，其中71人是因为他们宣誓支持的总统候选人在投票前死亡，2人因为不同原因弃权，其余85人因为各种原因将票投给其他人。可能的原因通常与个人喜好有关，也有一些可能是意外。尽管如此，到目前为止，所有失信选举人的行为都没有改变大选的最终结果。2016年華盛頓和科羅拉多州的失信選舉人被罰款一千美元，他們提起上訴，經過一系列訴訟後，2020年聯邦最高法院判定州政府有權處罰失信選舉人。
以下是历史上部分失信选举人的列表：

### 1812年以前
1796年：宾夕法尼亚州选举人山繆·麥爾斯宣誓投票给联邦党候选人约翰·亚当斯，但实际投票支持民主共和党候选人托马斯·杰斐逊，他将另一张票正确地投给了聯邦黨的湯瑪斯·平克尼。此外有18名选举人雖有確實投票支持亞當斯，但拒絕投票給平克尼。
1800年：纽约州规定选举人公开记名投票，但选举人Anthony Lispenard要求秘密投票，未获批准。一般认为，他要求秘密投票是因为他试图将两张票都投给阿龙·伯尔。最终，他还是将一张选票投给了托马斯·杰斐逊，另一张投给伯尔。一些历史学家据此认为，如果Lispenard的秘密投票要求获准，伯尔可能会以74:72战胜杰斐逊当选总统；但是另一些人也指出：选举人将两张票投给同一位候选人是非法的，因此他的选票会被宣告无效，使得杰斐逊和伯尔二人各获得72票，仍然为平手。
1808年：6名紐約選舉人宣誓投票给民主共和黨總統候選人詹姆斯·麥迪遜和副總統候選人喬治·克林頓，但实际投票反而支持克林頓當總統，其中3名投麥迪遜作副總統，另外3名投詹姆斯·門羅作副總統。
注：在1800年及以前，法律上并不区分总统候选人与副总统候选人，每位选举人投两张总统票，获得最高票者当选总统，次高票者当选副总统。在1800年，这种制度差点导致了选不出总统的危机（详见条目1800年美国总统选举），此后美国紧急通过憲法第十二修正案，从1804年开始，总统、副总统选票被分开。

### 2000年至今
2000年：哥伦比亚特区选举人芭芭拉·萊特西蒙斯宣誓投票支持民主黨候選人艾爾·高爾和乔·李伯曼，但在投票中弃权，作为对“特区的殖民地状态的抗议”。（特区居民有权选举总统及副总统，但在国会中只有无投票权的“列席代表”，没有国会议员，引起众多特区居民的不满。）
2004年：明尼苏达州的10位选举人本应将总统票投给民主黨候選人约翰·克里，副总统票投给民主黨候選人约翰·爱德华兹。可是在点票时发现，有一人投票支持“约翰·爱华兹”为总统。（约翰·爱德华兹的英文名为John Edwards，选票上将其写为John Ewards，记票时仍然记给了约翰·爱德华兹。）因为明尼苏达的选举人秘密投票，10位选举人中没有任何人承认自己投下了这张选票。由于10张副总统选票均投给了约翰·爱德华兹，因此可合理地认为这是一次因為筆誤造成的意外。在此事件之后，明尼苏达州议会修改了法律，规定选举人记名投票，并且违规所投选票无效。
2016年：普選投票結束後，已經有多名選舉人表明不會按照選舉結果投票。不少民主黨的支持者因不滿選舉結果（民主黨的希拉里·克林頓在普選票較共和黨的唐納·川普多290萬張，但因選舉人票少74票而落敗，她及競選團隊已承認敗選結果），要求共和黨選舉人不要把選票投給共和黨的唐納·川普。但最後只有兩名應該投給特朗普的共和黨選舉人（皆來自德州）轉投德州前眾議員讓·保羅及俄亥俄州長約翰·凱西克，其中一人的副總統選票有確實投給共和黨候選人彭斯。反而民主黨則有五名失信選舉人（來自華盛頓州及夏威夷州 ，分別有4票和1票），分別投予前國務卿科林·鮑威爾（3票）、印地安民權領袖信斑鵰（1票）以及民主黨前總統參選人伯尼·桑德斯（1票）。總計7名的失信選舉人，是1872年以來首次出現超過1名失信選舉人。